# August Toepler

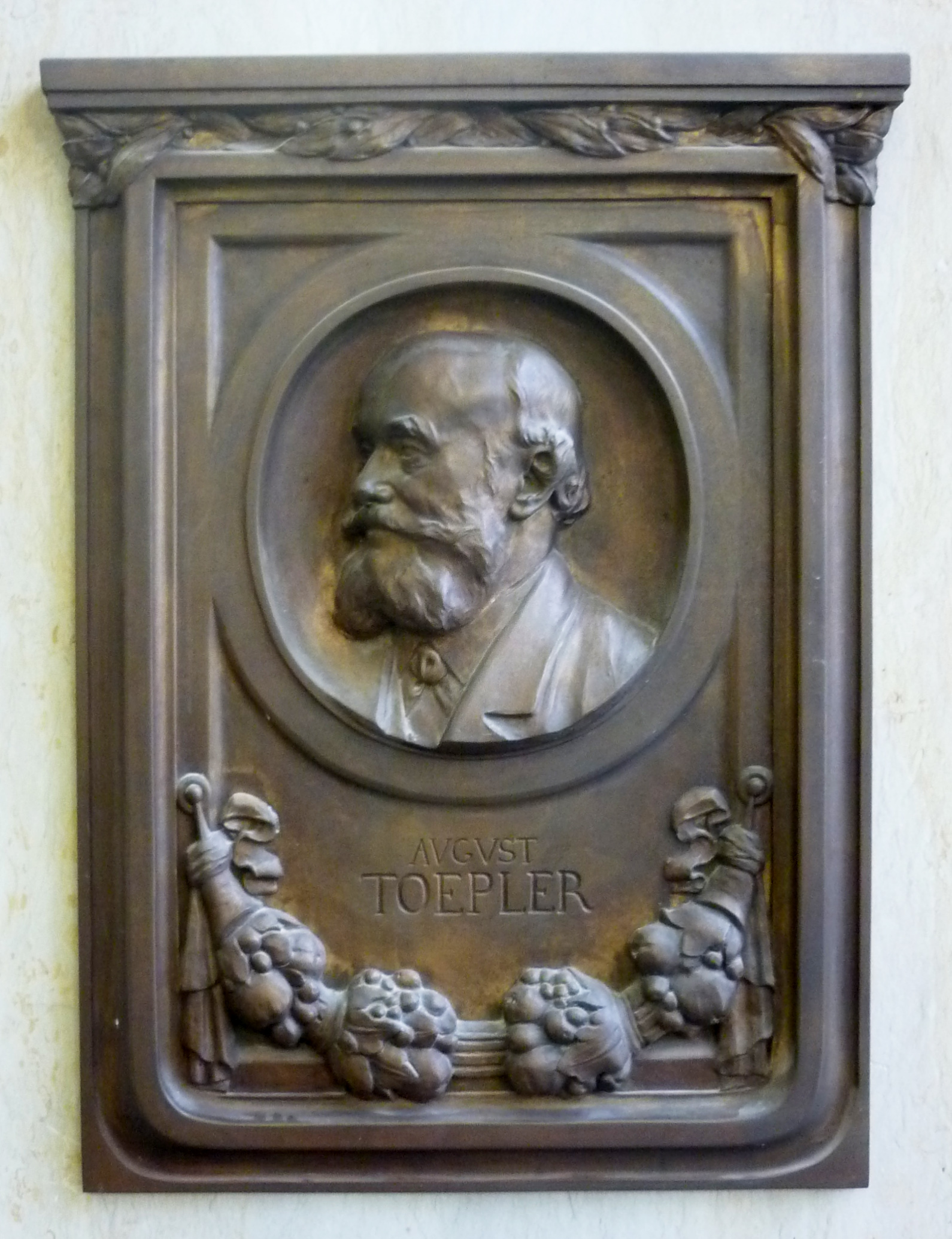
August Toepler

August Joseph Ignaz Toepler (Duits: August Töpler) (Brühl, 7 september 1836 – Dresden, 6 maart 1912) was een Duits natuurkundige en bekend van zijn experimenten met elektrostatica. Ook was hij de uitvinder van de schlierenfotografie.

## Levensloop
August Toepler studeerde van 1855 tot 1858 scheikunde aan het Gewerbeinstitut te Berlijn en studeerde af aan de universiteit van Jena in 1860. Later richtte hij zich tot de experimentele natuurkunde. Hij was van 1864 tot 1868 docent schei- en natuurkunde aan de Technische Hogeschool Riga. In 1868 werd hij professor aan de universiteit van Graz, waar onder zijn bestuur een nieuw natuurkundig instituut werd opgericht.
In 1876 ging Toepler naar Dresden waar hij de leerstoel van experimentele natuurkunde kreeg aangeboden. Later werd hij directeur van het natuurkundig instituut van de Technische Universiteit Dresden tot aan zijn pensionering in 1900. Toepler overleed in Dresden en werd bijgezet op het Johannisfriedhof in het stadsdeel Tolkewitz.
Zijn zoon Maximilien Toepler (1870-1960) was ook een natuurkundige en deed zelfstandig wetenschappelijk onderzoek. Vader en zoon Toepler deden gezamenlijk onderzoek op het gebied van gasontlading aan de Technische Universiteit Dresden. Dit onderzoek leidde tot de ontwikkeling van de "schlierentechniek", een techniek voor de observatie en fotografisch vastleggen van vloeistof- en gasstromingen.

## Elektriseermachine

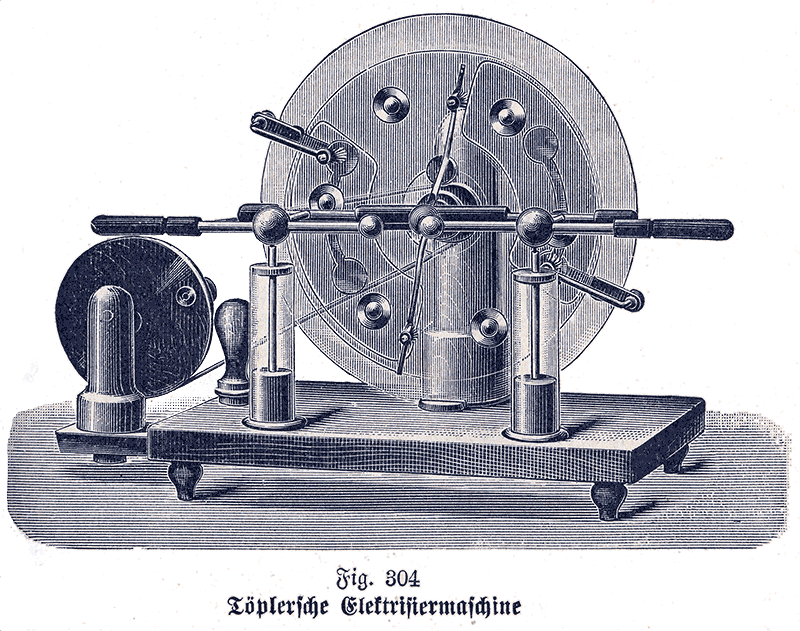
Toeplers elektriseermachine

Bijna gelijktijdig met, maar onafhankelijk van Wilhelm Holtz ontwikkelde Toepler in 1865 de influentie elektriseermachine, die hij gebruikte in de röntgenfotografie. Terwijl de machine van Holtz voor het in bedrijf stellen eerst op "lading" gebracht moest worden, lukte het Toepler een machine te maken met zelfopwekking.
Verbeterde uitvoeringen werden later gemaakt door de Brit James Wimshurst en J. Robert Voss, een werktuigkundige uit Berlijn.